# Victor Antoine Andréossy
Le baron Victor Antoine Andréossy, né le 9 août 1747 à Ventenac-en-Minervois et mort le 14 novembre 1819 à Antibes (Alpes-Maritimes), est un général français de la Révolution et de l’Empire.

## État des services
Il entre le 1er janvier 1766 comme sous-lieutenant à l'école du génie de Mézières, et en sort avec le titre d'ingénieur ordinaire. Il passe lieutenant en premier le 1er janvier 1768, et capitaine le 1er janvier 1777. Il est employé à Narbonne en 1783, à Collioure en 1789 où il est nommé chef du génie puis à Port-Vendres en 1791. 
Fait chevalier de Saint-Louis le 20 février 1791, il est employé à l'armée des Pyrénées, puis des Pyrénées orientales en 1793. Il organise cette année-là les camps retranchés devant Collioure, Port-Vendres, puis Perpignan, sert au combat du Vernet et est blessé à l'épaule gauche par un éclat d'obus à la bataille de Peyrestortes le 17 septembre 1793.
Nommé provisoirement chef de bataillon du génie le 18 octobre 1793, confirmé dans ce grade par le conseil provisoire exécutif le 9 mars 1794, il participe à la bataille des Albères du 27 au 30 avril, au siège du fort Saint-Elme, de Collioure, de Port-Vendres, puis à Escola, Liers et Vilartory le 20 novembre, à la prise de Figuières, aux sièges de Roses et du fort de Bouton (en). 
Il est nommé le 11 mai 1795 sous-directeur des fortifications à Saint-Malo, tout en conservant son emploi à l'armée des Pyrénées orientales. Après avoir été nommé chef de brigade du génie le 16 octobre 1795, puis directeur intérimaire des fortifications à Antibes le 30 janvier 1797, et à Nice le 7 août, il passe à l'armée d'Helvétie le 6 juin 1798, où il participe aux combats de Schwyz le 9 septembre, de Coire et de Frauenfeld.
Nommé provisoirement général de brigade par le général en chef Masséna le 25 juillet 1799, il sert à Zurich le 15 août, puis le 27 septembre. Il est confirmé général de brigade par le Directoire exécutif le 19 octobre 1799, et directeur des fortifications à Montpellier le 14 mars 1800, avant d'être réformé le 4 juin 1802.
Inspecteur général du génie le 24 janvier 1803, commandant le génie du camp de Bruges le 27 août 1803, il est élevé au grade de commandeur de la Légion d'honneur le 14 juin 1804, et commandant le génie du 3e corps de la Grande Armée sous Davout le 29 août 1805, puis commandant par intérim du génie de la Grande Armée le 25 octobre. il passe sous Marescot en décembre 1805, puis est de nouveau commandant par intérim du génie de la Grande Armée en septembre 1806.
Rappelé à Paris le 20 septembre 1806, il part servir en Prusse, puis, à son retour en France le 4 février 1807, il est chargé d'inspecter les forts de Brest. Il obtient le 17 mars 1808 une dotation de 4 000 francs de rente annuelle sur les biens réservés en Westphalie, et est créé baron de l'Empire le 26 avril 1808. Commandant le génie sous Masséna en Autriche le 22 mars 1809, il est admis à la retraite le 22 juillet 1814 à l'âge de 66 ans.

## Titres, décorations, honneurs
- Baron Andréossy et de l'Empire (décret du 19 mars 1808), (lettres patentes du 26 avril 1808). (Bayonne))
- Chevalier de Saint-Louis le 20 février 1791.
- Commandeur de la Légion d'honneur le 14 juin 1804[2].

## Armoiries
| Figure | Blasonnement |
|        | Armes du baron Andréossy et de l'Empire D'or aux deux palmiers de sinople croisés et surmontés d'une étoile d'azur; le quartier de baron militaire brochant sur le tout., - Livrées : rouge, vert et bleu, le vert dans les galons seulement. |

## Généalogie
- Les Andreozzi furent une famille de gentilshommes toscans, sénateurs de la République de Lucques; Jérôme Andréossy (1593-1647) vint s'établir comme banquier et courtier de change à Paris au début du XVIIe siècle ; son fils François (1633-1688), ingénieur du roi au canal du Midi obtint la co-seigneurie de Castelnaudary ;
- Il est le fils de Jean-Joseph d'Andréossy (1703-1764), co-seigneur de Castelnaudary et d'Anne Rose d'Yssanchon ;
- Il épouse en 1800 Marie Thérèse Baliste (+1819), dont :
  - Jacques Victor Auguste d'Andréossy (1802-1864).